# Gle Bruk
Gle Bruk är en kulle i Indonesien.   Den ligger i provinsen Aceh, i den västra delen av landet, 1 800 km nordväst om huvudstaden Jakarta. Toppen på Gle Bruk är 32 meter över havet.
Terrängen runt Gle Bruk är varierad. Havet är nära Gle Bruk åt sydväst.Runt Gle Bruk är det tätbefolkat, med 286 invånare per kvadratkilometer. Närmaste större samhälle är Banda Aceh, 11,7 km nordost om Gle Bruk. 